# Beth Simone Noveck
Beth Simone Noveck, née en 1971, est professeure à l'université de New York et directrice du GovLab. Durant la présidence Obama, elle était, à la Maison-Blanche, directrice de la technologie (Chief Technology Officer) et a conduit l'Initiative pour un gouvernement ouvert entre 2009 et 2011. Elle est commissaire à la Commission mondiale sur la gouvernance de l'Internet. 

## Biographie
Beth Simone Noveck est diplômée de l'École de droit de Yale, de l'université Harvard avec un AM cum laude magna et docteur de l'université d'Innsbruck. Elle est professeure invitée au Robert F. Wagner Graduate School de la fonction publique et au MIT Media Lab.
Elle dirige le laboratoire de la gouvernance, GovLab, de l'école Tandon de l'université de New York et l'unité de recherche MacArthur sur le gouvernement ouvert. Le GovLab est financé par la John D. et Catherine T. MacArthur Foundation, John S. et James L. Knight Foundation et Google. Le GovLab cherche à améliorer la vie des gens en changeant la gouvernance. Il conçoit et teste de nouvelles technologies, des politiques et des stratégies pour favoriser des approches plus ouvertes et collaboratives afin de renforcer la capacité des personnes et des institutions à travailler ensemble.
Dans son livre Smart Citizens, Smarter State, Noveck montre comment la sollicitation de l'expertise citoyenne peut rendre la gouvernance plus efficace. Elle met en avant cette expertise citoyenne comme une véritable forme d'engagement démocratique. Les échanges réguliers liés aux compétences ou à l'expertise des citoyens permettraient de pallier la faiblesse de l'engagement épisodique lors des votes.  En juin 2016, elle fait le bilan des efforts de l'administration Obama pour rendre le processus politique plus ouvert, elle estime que le système de pétitions en ligne, comme We the People, n'a pas eu les résultats escomptés.
En aout 2018, elle devient la première directrice de l'innovation de l'État du New Jersey.

## Publication
- Smart Citizens, Smarter State: The Technologies of Expertise and the Future of Government (Harvard 2015)[9]
- Wiki Government: How Technology Can Make Government Better, Democracy Stronger, and Citizens More Powerful (Brookings 2009)[10]
- co-auteure de State of Play: Law and Virtual Worlds (NYU 2006)[11]